# Агнеса Меранська (герцогиня Австрії)
Агнеса Меранська (Агнеса Адекська; нім. Agnes von Andechs, 1215 — 7 січня 1263) — у першому шлюбі герцогиня Австрії (в шлюбі з Фрідріхом ІІ, герцогом Австрії), у другому шлюбі герцогиня Каринтії (в шлюбі з Ульріхом III, герцогом Каринтії).
Представниця шляхетного німецького Андекського роду.

## Життєпис

### Сім'я
Агнеса була донькою Оттона I, герцога Меранського і пфальцграфині Бургундії Беатріс II з імператорського дому Гогенштауфенів. Її тітками по батькові були королева Франції Аґнеса Меранська, королева Русі Гертруда Меранська і герцогиня сілезька Гедвіґа Дісен-Меранська (яка була пізніше канонізована). З боку матері її прадідом був імператор Фрідріх І Барбаросса.
Її брат Оттон II (пом. 1248) став спадкоємцем батьків як герцог Меранський і пфальцграф Бургундський, а її сестра Беатріса (пом. 1271) вийшла заміж за графа Веймар-Орламюнде Германа II з роду Асканіїв. Її молодша сестра Аделаїда (Аліса) (пом. 1279) вийшла заміж за графа Гуго де Шалона і спадкувала брату Оттону як пфальцграфиня Бургундська.

### Перший шлюб (1229 рік)

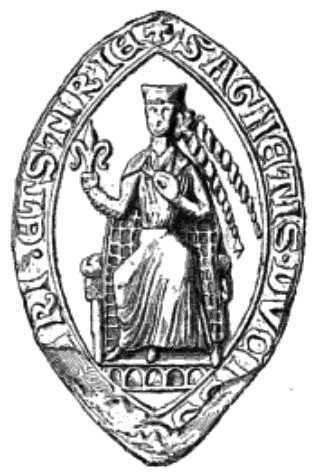
Печатка Агнеси, герцогині Австрійської

У 1229 році вона вийшла заміж за Фрідріха, сина і спадкоємця герцога Австрії Леопольда VI. Її чоловік, відомий як «Войовничий», щойно розлучився зі своєю першою дружиною Софією Ласкаріс, імовірно дочкою візантійського імператора Феодора I Ласкаріса, через бездітність. У 1230 році він став герцогом після смерті свого батька. Завдяки багатому посагу Агнеси, включаючи великі Андексі володіння в Крайні і Віндиці, з 1232 він також почав називати себе «володарем Крайни».
В 1240/43 році Фрідріх II розлучився з Агнесою, також через бездітність. У 1246 році австрійський герцог загинув у Битві на річці Лейті, проти угорського короля Бели IV, що стало кульмінацією десятирічного протистояння Австрії та Угорщини. З його смертю династія Бабенбергів перервалася по чоловічій лінії. Спадщина дісталася його сестрі Маргариті і племінниці Гертруді.

### Другий шлюб
З 1250 Агнеса згадується в документах як дружина Ульріха, сина герцога Каринтії Бернарда. Ульріх став наступником покійного чоловіка Агнеси, як герцог Крайни і успадкував Каринтію після смерті батька в 1256 році. Подружжя мали двох дітей, які померли в дитинстві. Агнеса померла в 1263 році і була похована в абатстві Стична в Віндиці (сучасна Словенія).
Після смерті її другого чоловіка в 1269 році, землі з її посагу відійшли королю Богемії Оттокару II.

## Родина
1 Чоловік — Фрідріх II, герцог Австрійський
Діти: не було
2 Чоловік — Ульріх III, герцог Каринтійський
Діти: не було